# Judith Pauly-Bender

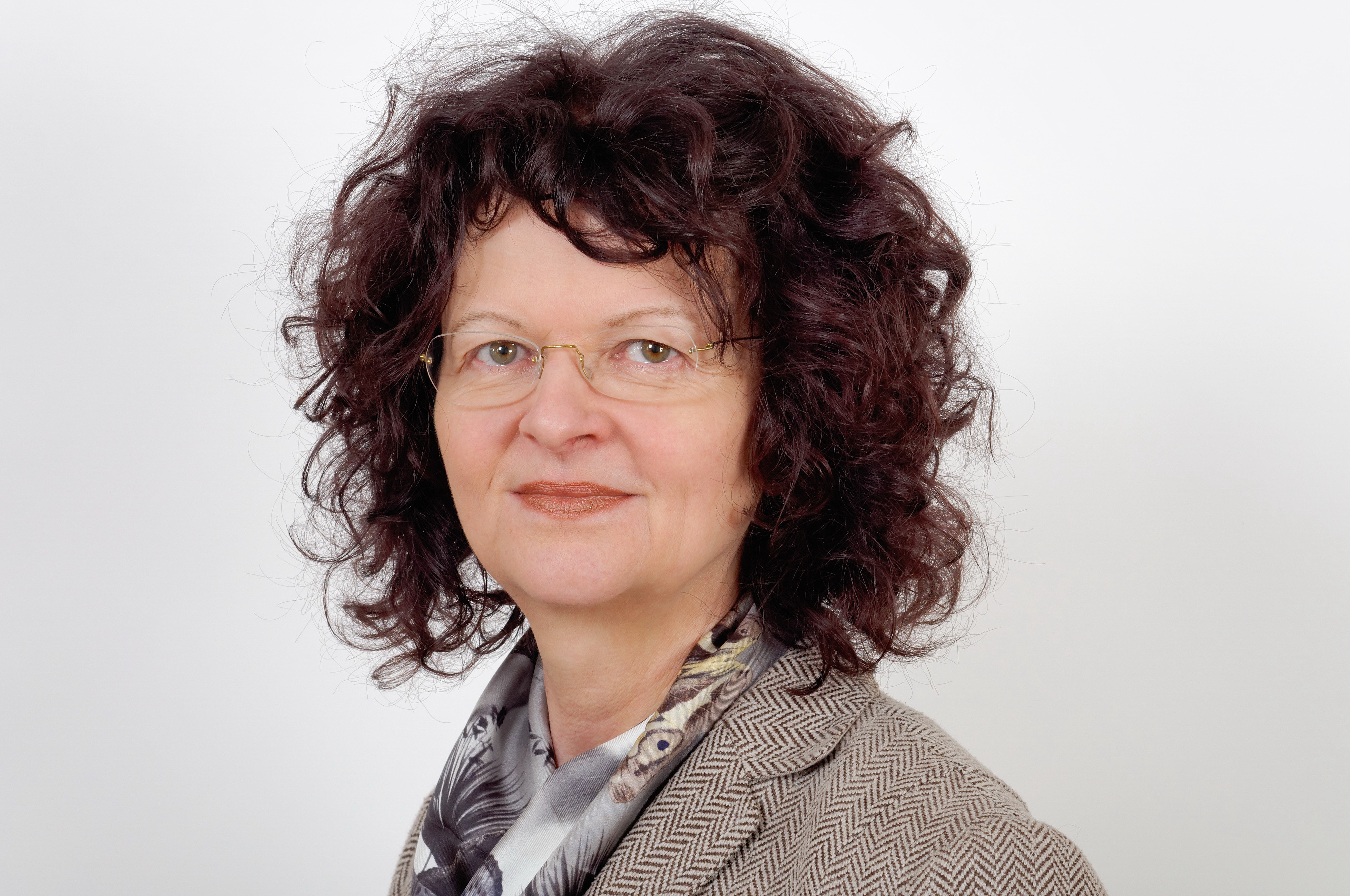
Judith Pauly-Bender (2013)

Judith Pauly-Bender (* 19. April 1957 in Frankfurt am Main) ist eine hessische Politikerin (SPD) und ehemalige Abgeordnete des Hessischen Landtags.

## Ausbildung und Beruf
Nach dem Abitur studierte Pauly-Bender an der Goethe-Universität Frankfurt am Main Rechtswissenschaft, Politikwissenschaft und Soziologie und wurde zum Dr. phil. promoviert.

## Politik
Seit 1978 ist Pauly-Bender Mitglied der SPD.
Seit dem 5. April 1991 war sie Abgeordnete des Hessischen Landtags. Pauly-Bender kandidierte stets im Wahlkreis Offenbach Land III und zog über die Landesliste ins Parlament ein. Sie war Mitglied des Hauptausschusses und des Europaausschusses sowie des Hessischen Tierschutzbeirats (Stand Februar 2013). Von April 1999 bis April 2008 war Pauly-Bender Vorsitzende des Sozialpolitischen Ausschusses des Hessischen Landtags. Mit Ablauf der 18. Legislaturperiode schied sie aus dem Landtag aus.
Pauly-Bender war als Obfrau der SPD Mitglied der Enquetekommission zur Reform der Hessischen Verfassung in der 16. Legislaturperiode.
Sie war 1999 Mitglied der 11. und 2005 der 13. Bundesversammlung.
Von 1989 bis 1992 und von 2001 bis 2007 war sie Mitglied der Verbandsversammlung des LWV Hessen.
Von 1989 bis 1995 war sie Mitglied des Kreistags des Kreises Offenbach.